# روس ويلسون
روس ويلسون (بالإنجليزية: Ross Wilson)‏ هو دبلوماسي أمريكي، ولد في 1955 في منيابولس في الولايات المتحدة.